# イベリア文字
イベリア文字（イベリアもじ）は、紀元前5世紀から紀元1世紀にかけて、イベリア半島の南部・東部からフランス南部にかけて用いられていた一群の文字体系であり、主に系統不明のイベリア語の表記に使われたが、インド・ヨーロッパ語族のケルトイベリア語の表記に使われることもあった。
アルファベットと音節文字の混合という特殊な文字体系であり、その由来はわかっていない。
各文字がどのような音を表していたかは大体わかっているが、イベリア語が未知の言語であるため、意味は不明である。

## 概要

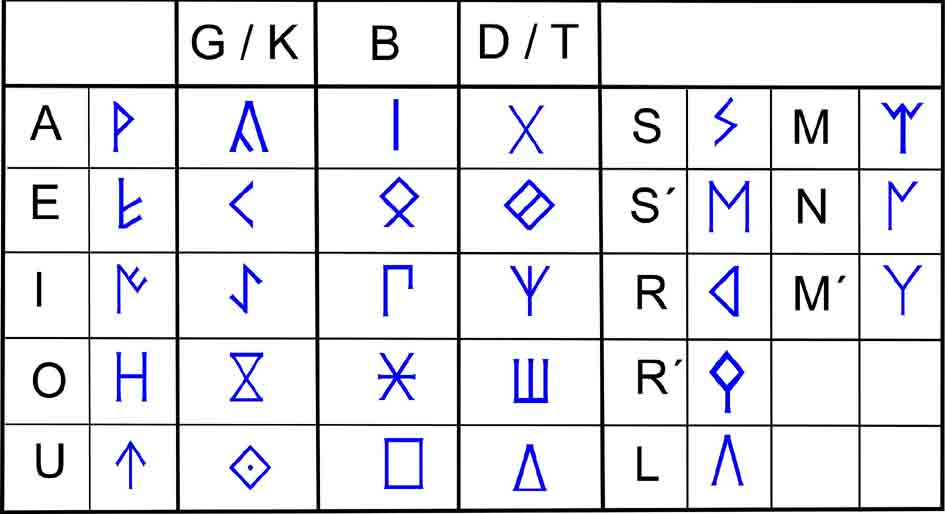
北東イベリア文字の一覧

イベリア文字では、5つの母音(a e i o u)を表す文字と、継続音(l m n r s)を表す文字が存在する。しかし、破裂音は音素文字ではなくCV型の音節文字によって表される。音節文字では子音の無声・有声は区別されず、p/b - k/g - t/d の3つの子音の後ろに5つの母音を加えた15の文字が存在する（ただし、記号によって有声と無声を区別しようとしているものもある）。いくつかの記号は変種が見られるが、これが異なる音を表わしていたかどうかは必ずしも明らかでない。rとsは2-3種類の異なる音を区別していたらしい。

## 種類
イベリア文字には数種類のものがある。

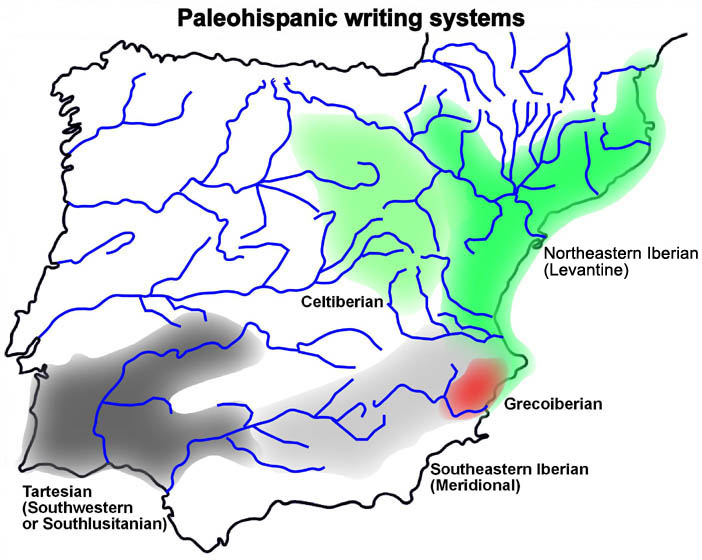

- 東部イベリア文字（北東イベリア文字）はイベリア半島北東部からフランス南部にかけて分布し、墓石・鉛板・貨幣などもっとも豊富な資料をもつ[1]。原則として左から右へ書かれる[3]。
- 南部イベリア文字はスペイン南部のアンダルシア地方に分布し、鉛板や貨幣が残る[1]。右から左へと書かれる[3]。いくつかの文字は読み方がわかっていない。
- 南西イベリア文字（あるいはタルテッソス文字）と呼ばれる文字は、南部イベリア文字の一変種ともみなされ、未知の言語（タルテッソス語と呼ばれることもある）が表記されている[4]。

なお、スペイン東部のフカル川からセグラ川の間の地域では、南部イベリア文字・東部イベリア文字・ギリシア文字の3種類が使われている。
紀元前3-2世紀ごろにケルトイベリア語の表記に用いられるようになったが、多くの変更が加えられた。r と ŕ、s と ś の区別や、音節文字のかわりに b d t g k のための子音文字を導入している。

## イルレギの手
2021年にスペインのナバラ州パンプロナ郊外のイルレギ村 (eu:Irulegiko herrixka) で発見された手の形をした紀元前1世紀の青銅製品 (Hand of Irulegi) にイベリア文字で書かれた銘文があり、その第1行がバスク語で吉祥を意味する語として解釈できることから、この銘文がバスク語の祖先にあたる言語の最古の資料と考えられると報道された。